# 이소소르비드 모노니트레이트
이소소르비드-5-모노니트레이트, 혹은 간단히 이소소르비드 모노니트레이트(Isosorbide mononitrate)는 협심증, 심부전에서의 흉통이나 식도연축에서 사용되는 질산염 계통의 약물이다.